# Плеш
Плеш (на словенски: Pleš) е село в Словения, регион Югоизточна Словения, община Жужемберк. Според Националната статистическа служба на Република Словения през 2015 г. селото има 12 жители.